# Prvo Francusko Carstvo
Prvo Francusko Carstvo – obično poznato kao Napoleonovo Carstvo ili Napoleonsko Carstvo – bio je režim Napoleona I. Bonapartea u Francuskoj, kojim je vladao većinom kontinentalne Europe. Carstvo je postojalo od 1804. godine do 1814./1815., od Konzulata do povratka Burbonske monarhije, a nakratko je ponovno uspostavljeno tijekom razdoblja Sto dana.

## Napoleonovo doba
Carstvo je uspostavljeno kada je Napoleon, dok je bio prvi konzul, postao car Francuske 18. svibnja 1804. godine. Okrunio se 2. prosinca iste godine u katedrali Notre Dame u Parizu.  Carstvu je odmah zaprijetio Rat Treće koalicije, ali odlučna francuska pobjeda u bitki kod Austerlitza osigurala je njegov opstanak. Ratom Treće koalicije došlo je do velikih promjena na europskom tlu. Napoleon je potukao koalicijsku vojsku te uništio dugogodišnje Sveto Rimsko Carstvo i osnovao Rajnsku konfederaciju.
Velika armija (La Grande Armée), vojni stroj Carstva, zamalo je uništila Prusku vojsku 1806. prije nego što je ušla u Poljsku i pobijedila Ruse u bitki kod Friedlanda 1807. godine. Nakon Friedlanda, Tilzitski sporazum u lipnju 1807. okončao je dvogodišnje krvoproliće na europskom kontinentu.
Francusko uplitanje na Pirenejskom poluotoku naposljetku je otpočelo Poluotočki rat, brutalni šestogodišnji sukob koji je ozbiljno oslabio Carstvo. Godine 1809. Francuska i Austrijsko Carstvo borile su se u Ratu Pete koalicije. Francuska je ponovno trijumfirala i nametnula Habsburgovcima Schönbrunnski sporazum, no diplomatske napetosti s Ruskim Carstvom dovele su do katastrofalnog francuskog napada na tu zemlju 1812. godine. Rat Šeste koalicije uzrokovao je izbacivanje francuskih snaga iz Njemačke 1813. Napoleon je abdicirao 6. travnja 1814. godine. Vratio se iz progonstva s Elbe 1815., no Francuska je izgubila u bitki kod Waterlooa što je izazvalo konačan pad Prvog Francuskog Carstva.
Na svom vrhuncu 1812. godine Francusko je Carstvo brojilo 130 departmana u kojima je bilo raspoređeno 600 000 vojnika koji su trebali napasti Rusko Carstvo. Također je brojalo 44 000 000 ljudi i održavalo široku vojnu prisutnost u Njemačkoj, Italiji, Španjolskoj, Varšavskom Vojvodstvu te je moglo računati na Prusku i Austrijsko Carstvo kao svoje nominalne saveznike. Sudbina Carstva bila je povezana sa sudbinom vojske čije su rane pobjede pronosile mnoge ideološke karakteristike Francuske revolucije diljem Europe. Seniorske obveze i seniorska pravda ukinuta je svugdje gdje je prošla Francuska vojska, a aristokratske privilegije su ukinute na svim mjestima osim u Poljskoj. Uvođenje Napoleonovog kodeksa diljem kontinenta učinilo je sve ljude jednakima pred zakonom, uspostavivši pravne sustave i legaliziravši rastavu.
Napoleon je prekrojio kartu Europe i podijelio brojne plemićke naslove od kojih je većina nestala propašću Carstva. Svoje je rođake postavio na prijestolja nekoliko europskih država.

## Pad
Napoleon jedva da je uspio ugušiti pobunu u Njemačkoj kada je ruski car poveo europski ustanak protiv njega. Kako bi tome stao na kraj te kako bi osigurao vlastiti pristup Sredozemlju i isključio svog glavnog suparnika, Napoleon je napao Rusiju 1812. Unatoč svom pobjedničkom napredovanju, zauzimanju Smolenska, pobjedi u Moskvi i ulasku u Moskvu, poražen je „zemljom i klimom” te Aleksandrovim odbijanjem da sklopi primirje. Nakon toga uslijedilo je povlačenje u oštroj ruskoj zimi dok se cijela Europa okrenula protiv Napoleona. Francuzi su se morali povući, a zatim je Napoleon odbio mirovni sporazum koji mu je ponudilo Austrijsko Carstvo na Praškom kongresu (4. lipnja – 10. kolovoza 1813.). Iz straha da će izgubiti Italiju, gdje je svaka njegova pobjeda označavala etapu u ostvarenju njegova sna – one iz 1805., no unatoč pobjedama kod Lützena i Bautzena te one iz 1802. nakon njegovog katastrofalnog poraza kod Leipziga. Sedma koalicija porazila je Napoleona u bitci kod Waterlooa, a on se predao Britancima te je prognan na Svetu Helenu, gdje je ostao do svoje smrti 1821. godine. Nakon Sto dana, monarhija Bourbona je obnovljena, a Luj XVIII. je ponovno preuzeo francusko prijestolje.

## Mape
- Prvo Francusko Carstvo s prekomorskim kolonijama na karti svijeta
- Zemljovid Europe 1812. s granicama Prvog Francuskog Carstva (obrubljeno crvenom) prije Napoleonove invazije na Rusko Carstvo
- Francuski Konzulat 1801. na čelu s Napoleonom kao prvim konzulom

## Povezano
|  | Portal Francuske: pristup člancima s tematikom o Francuskoj |